# صناوة
صناوة هي أحياء مدينة ميلة  تبعد عن وسط المدينة بحوالي 2 كلم و تعتبر المكان المرتفع في مدينة ميلة  و تعد صناوة مدخل المدينة من الجهة الجنوبية اتجاه مدينة قسنطينة حيث  يقسمها الطريق الوطني رقم 79 إلى شطرين